# Rohan (Familienname)
Rohan ist ein französischer Familienname.

## Namensträger
- Alain VIII. de Rohan († 1429), französischer Adliger, Gouverneur von Bretagne
- Alain IX. de Rohan († 1462), Vicomte de Rohan et de Léon, Comte de Porhoët und Baron de Pontchâteau
- Albert Rohan (1936–2019), österreichischer Diplomat
- Alexandre Louis Auguste de Rohan-Chabot (1761–1816), französischer Aristokrat und Militär
- Alexandrine Charlotte de Rohan-Chabot (1763–1839), französischer Aristokrat und Militär
- Anne de Rohan († 1529), Vicomtesse de Rohan
- Anne de Rohan-Soubise († 1646), Dichterin und Gelehrte
- Anne de Rohan-Chabot (1648–1709), Fürstin von Soubise und Mätresse des französischen Königs Ludwig XIV.
- Anne de Rohan-Guémené (1606–1685), französische Adlige
- Armand Jules de Rohan-Guémené (1695–1762), französischer Kleriker und Erzbischof von Reims
- Armand I. Gaston Maximilien de Rohan-Soubise (1674–1749), französischer Bischof, Kardinal und Großkaplan
- Armand II. François Auguste de Rohan-Soubise (1717–1756), französischer Bischof und Großalmosenier von Frankreich
- Benjamin de Rohan (1583–1642), französischer Hugenottenführer, Herzog von Frontenay, Pair von Frankreich
- Camille de Rohan (1800–1892), Mitglied des Herrenhauses des österreichischen Reichsrates
- Charles I. de Rohan, Seigneur de Guéméne († 1438), französischer Aristokrat
- Charles II. de Rohan († 1699), französischer Aristokrat
- Charles III. de Rohan (1655–1727), französischer Aristokrat
- Charles de Rohan, prince de Soubise (1715–1787), französischer Marschall und Politiker
- Charles de Rohan-Gié († 1528), französischer Adliger und Militär
- Charles Alain Gabriel de Rohan (1764–1836), Prinz von Rohan und kaiserlich-österreichischer Feldmarschall-Leutnant
- Claude de Rohan-Gié (1519–nach 1579), Mätresse des französischen Königs Franz I.
- Denis Michael Rohan (1941–2013), australischer Attentäter
- Emmanuel de Rohan-Polduc (1725–1797), französischer Großmeister des Malteserordens
- Ferdinand Maximilien Mériadec de Rohan-Guéméné (1738–1813), französischer Aristokrat und Geistlicher aus dem Haus Rohan
- François de Rohan-Gié († 1559), französischer Adliger, Militär und Diplomat
- François de Rohan-Soubise (1630–1712), französischer Adliger und Militär
- François II. de Rohan (1480–1536), französischer Erzbischof
- Françoise de Rohan (um 1540–1591), französische Adlige und Hofdame
- Guy-Auguste de Rohan-Chabot (1683–1760), französischer Aristokrat und Militär
- Henri I. de Rohan (1535–1575), französischer Adliger
- Henri II. de Rohan (1579–1638), militärischer Führer der Hugenotten
- Henri Louis Marie de Rohan (1745–1809), französischer Adliger und Großkammerherr von Frankreich
- Hercule de Rohan (1568–1654), Herzog von Montbazon, Pair von Frankreich, Fürst von Guéméné und Graf von Rochefort
- Hercule Mériadec de Rohan-Soubise (1669–1749), französischer Aristokrat und Militär
- Hercule Mériadec de Rohan-Guéméné (1688–1757), französischer Aristokrat
- Jacqueline de Rohan Gié (um 1520–1587), französische Gerichtsbeamtin und Aristokratin
- Jiří Rohan (* 1964), tschechischer Kanute
- Jules Hercule Mériadec de Rohan, prince de Guéméné (1726–1800), Duc de Montbazon und Prince de Guéméné
- Karl Anton Rohan (1898–1975), österreichischer politischer Schriftsteller
- Katharine Keats-Rohan (* 1957), britische Historikerin
- Louis I. de Rohan († 1457), Seigneur de Guéméné
- Louis II. de Rohan († 1508), Seigneur de Guéméné
- Louis III. de Rohan († 1498), Seigneur de Guéméné
- Louis IV. de Rohan († 1527), Seigneu de Guéméné
- Louis V. de Rohan († 1557), Seigneur de Guéméné
- Louis VI. de Rohan (1540–1611), Prince de Guéméné
- Louis VII. de Rohan († 1589), Duc de Montbazon, Prince de Guéméné
- Louis VIII. de Rohan (1598–1667), Duc de Montbazon, Prince de Guéméné
- Louis-Armand-Constantin de Rohan (1732–1794), Prince de Montbazon, Vizeadmiral
- Louis Victor Mériadec de Rohan (1766–1846), Duc de Montbazon, Fürst von Rohan
- Louis de Rohan (Chevalier) (genannt Chevalier de Rohan; 1635–1674), Großjägermeister von Frankreich
- Louis de Rohan-Chabot (1652–1727), französischer Aristokrat
- Louis-Antoine de Rohan-Chabot (1733–1807), Duc de Rohan
- Louis Auguste de Rohan-Chabot (1722–1753), französischer Adliger und Offizier
- Louis II. Bretagne Alain de Rohan-Chabot (1679–1738), Duc de Rohan
- Louis-François-Auguste de Rohan-Chabot (1788–1833), französischer Geistlicher, Erzbischof von Besançon und Kardinal
- Louis Marie Bretagne de Rohan-Chabot (1710–1791), französischer Adliger und Offizier
- Louis César Constantin de Rohan-Guéméné (1697–1779), Kardinal der Römischen Kirche und Bischof von Straßburg
- Louis René Édouard de Rohan-Guéméné (1734–1803), letzter Fürstbischof von Straßburg
- Louise Julie Constance de Rohan-Rochefort (1734–1815), Großstallmeisterin von Frankreich
- Lukáš Rohan (* 1995), tschechischer Kanute
- Marguerite de Rohan († 1406), Tochter von Alain VII. de Rohan, Ehefrau von Jean IV. de Beaumanoir und Olivier V. de Clisson
- Marguerite de Rohan († 1496), Tochter von Alain IX. de Rohan, Ehefrau von Jean de Valois, Comte d’Angoulême, Großmutter des Königs Franz I.
- Marguerite de Rohan († 1684), Duchesse de Rohan
- Marie Isabelle de Rohan (1699–1754), französische Aristokratin, Erzieherin des Dauphin
- Marie Louise de Rohan (1720–1803), Gouvernante Ludwigs XVI.
- Michael Scott Rohan (1951–2018), schottischer Fantasy- und SF-Autor
- Pierre I. de Rohan (1451–1513), Marschall von Frankreich
- René I. de Rohan (1516–1552), französischer Militär
- René II. de Rohan (1550–1586), französischer Adliger und Hugenottenführer
- Tancrède de Rohan (1630–1649), französischer Adliger und Prätendent
- Victoire de Rohan (1743–1807), französische Adlige